# Sandy Goss
Donald Alexander „Sandy” Goss (ur. 2 października 1966 w Amherst) – kanadyjski pływak, dwukrotny medalista olimpijski (Los Angeles, Seul), sześciokrotny medalista mistrzostw Pacyfiku, dwukrotny złoty medalista igrzysk Wspólnoty Narodów. Uczestnik mistrzostw świata w 1986 i 1991 roku.
Jest ojcem Kennedy Goss, również pływaczki i medalistki olimpijskiej.

## Przebieg kariery
W 1984 wystąpił w letnich igrzyskach olimpijskich w Los Angeles, w ramach których wziął udział w czterech różnych konkurencjach. W konkurencji 100 m st. grzbietowym zajął 7. pozycję z czasem 57,46, w konkurencji sztafety 4 × 100 m st. dowolnym ekipa kanadyjska z jego udziałem zajęła w finale 7. pozycję z wynikiem czasowym 3:24,70, w konkurencji sztafety 4 × 200 m st. dowolnym on z kolegami z kadry zajął 5. pozycję z czasem 7:26,51, natomiast w konkurencji sztafety 4 × 100 m st. zmiennym zespół kanadyjski (wraz z Gossem) zdobył srebrny medal (w finale uzyskał czas 3:43,23).
W 1985 został dwukrotnym srebrnym oraz brązowym medalistą mistrzostw Pacyfiku rozegranych w Tokio. Na igrzyskach Wspólnoty Narodów rozegranych rok później w Edynburgu zdobył cztery medale – złoty w konkurencji 200 m st. grzbietowym i 4 × 100 m st. zmiennym oraz srebrny w konkurencji 100 m st. dowolnym i 4 × 100 m st. dowolnym. Był uczestnikiem mistrzostw świata w 1986, na których m.in. zajął 12. pozycję w konkurencji 200 m st. grzbietowym.
Drugi i ostatni w karierze występ Kanadyjczyka na igrzyskach olimpijskich miał miejsce w Seulu. Podczas tej imprezy wystąpił również w czterech konkurencjach. W konkurencji 100 m st. dowolnym wywalczył sobie 10. pozycję z czasem 50,73, w konkurencji sztafety 4 × 100 m st. dowolnym ekipa kanadyjska z jego udziałem zajęła 9. pozycję z wynikiem czasowym 3:23,85, w konkurencji sztafety 4 × 200 m st. dowolnym on z kolegami z kadry zajął 8. pozycję z czasem 7:24,91, a w konkurencji sztafety 4 × 100 m st. zmiennym zespół kanadyjski (razem z Gossem) powtórnie otrzymał srebrny medal (w finale uzyskał czas 3:39,28).
W latach 1987-1991 wywalczył jeszcze trzy medale mistrzostw Pacyfiku – w ramach czempionatów w Brisbane i Edmonton.
Jest zdobywcą czternastu tytułów mistrza kraju.

## Rekordy życiowe
| Konkurencja               | Data             | Miejsce     | Rezultat   |
| Basen 50 m                | Basen 50 m       | Basen 50 m  | Basen 50 m |
| ------------------------- | ---------------- | ----------- | ---------- |
| 50 m stylem dowolnym      | 22 września 1988 | Seul        | 24,20      |
| 100 m stylem dowolnym     | 22 września 1988 | Seul        | 50,73      |
| 200 m stylem dowolnym     | 15 sierpnia 1985 | Tokio       | 1:50,56    |
| 50 m stylem grzbietowym   | 3 sierpnia 1984  | Los Angeles | 27,64      |
| 100 m stylem grzbietowym  | 3 sierpnia 1984  | Los Angeles | 57,46      |
| 200 m stylem grzbietowym  | 25 lipca 1986    | Edynburg    | 2:02,55    |
| 4 × 100 m stylem dowolnym | 2 sierpnia 1984  | Los Angeles | 3:25,94    |
| 4 × 200 m stylem dowolnym | 30 lipca 1984    | Los Angeles | 7:26,51    |
| Basen 25 m                |                  |             |            |
| 100 m stylem dowolnym     | 15 grudnia 1988  | Toronto     | 50,43      |

Źródło: 
W wieku siedemnastu lat brał udział w pływackich mistrzostwach Kanady, gdzie udało mu się pobić rekord świata w konkurencji 200 m st. grzbietowym (na krótkim basenie).